# یواس‌اس فلوریدیان (آی‌دی-۳۸۷۵)
یواس‌اس فلوریدیان (آی‌دی-۳۸۷۵) (به انگلیسی: USS Floridian (ID-3875)) یک کشتی بود که طول آن ۴۲۹ فوت ۲ اینچ (۱۳۰٫۸۱ متر) بود. این کشتی در سال ۱۹۱۵ ساخته شد.